# Store Långhässlasjön
Store Långhässlasjön är en sjö i Skara kommun i Västergötland och ingår i Göta älvs huvudavrinningsområde. Store Långhässlasjön ligger i Höjentorp-Drottningkullen Natura 2000-område. Etapp 7 av Billingeleden mellan Höjentorp och Varnhem passerar sjön.

## Ekologi
I Store Långhässlasjön förekommer kransalgen skörsträfse. Sjöns siktdjup är dåligt, endast 1,65 meter. Sjöns kanter är täckta av en tjock matta av fintrådiga alger och bland annat hornsärv. Andra vattenväxter i sjön är korsandmat, kransslinga, vit näckros, bladvass och bredkaveldun.
Öster om sjön ligger våtmarken Lille Långhässlasjön som anses ha botaniska värden.